# 1981 ve filmu

## Filmy roku 1981

### České filmy
- Buldoci a třešně (režie: Juraj Herz)
- Divoký koník Ryn (režie: Václav Gajer)
- Jako zajíci (režie: Karel Smyczek)
- Kalamita (režie: Věra Chytilová)
- Kam zmizel kurýr (režie: Otakar Fuka)
- Konečná stanice (režie: Jaroslav Balík)
- Kopretiny pro zámeckou paní (režie: Josef Pinkava)
- Křtiny (režie: Zdeněk Podskalský)
- Matěji, proč tě holky nechtějí? (režie: Milan Muchna)
- Neříkej mi majore!  (režie: Jiří Hanibal)
- Noční jezdci (režie: Martin Hollý)
- Pohádka svatojánské noci (režie: Zdeněk Zydroň )
- Pozor, vizita! (režie: Karel Kachyňa)
- Pytláci (režie: Hynek Bočan)
- Řetěz (režie: Jiří Svoboda)
- Skleněný dům (režie: Vít Olmer)
- Tajemství hradu v Karpatech (režie: Oldřich Lipský)
- V podstatě jsme normální (režie: Otakar Fuka)
- Velké přání (režie: Vojtěch Trapl)
- Víkend bez rodičů (režie: Jiří Hanibal)
- Zakázaný výlet (režie: Štěpán Skalský)
- Zelená vlna (režie: Václav Vorlíček)
- Zralé víno (režie: Václav Vorlíček)

### Zahraniční filmy
- Na Zlatém jezeře (režie: Mark Rydell)
- Outland (režie: Peter Hyams)
- Šílený Max 2 – Bojovník silnic (režie: George Miller)
- Útěk z New Yorku (režie: John Carpenter)